# Újtelepi-parkerdő
A Újtelepi-parkerdő (más néven Kiserdő) Budapest XX. kerületében, Pestszenterzsébet Gubacsipuszta városrészében található.

## Fekvése
Az erdőt északon az Eperjes, Karánsebes, Kakastó utca határolja, délről a Szentlőrinci út valamint a Köves út mentén található meg. Nyugat felől az Alsó határútról közelíthető meg. A kiserdő területébe ékelődik bele a Jahn Ferenc Kórház telke. Északi határán futott egykor a Kis-Burma vasútvonal.

## Története

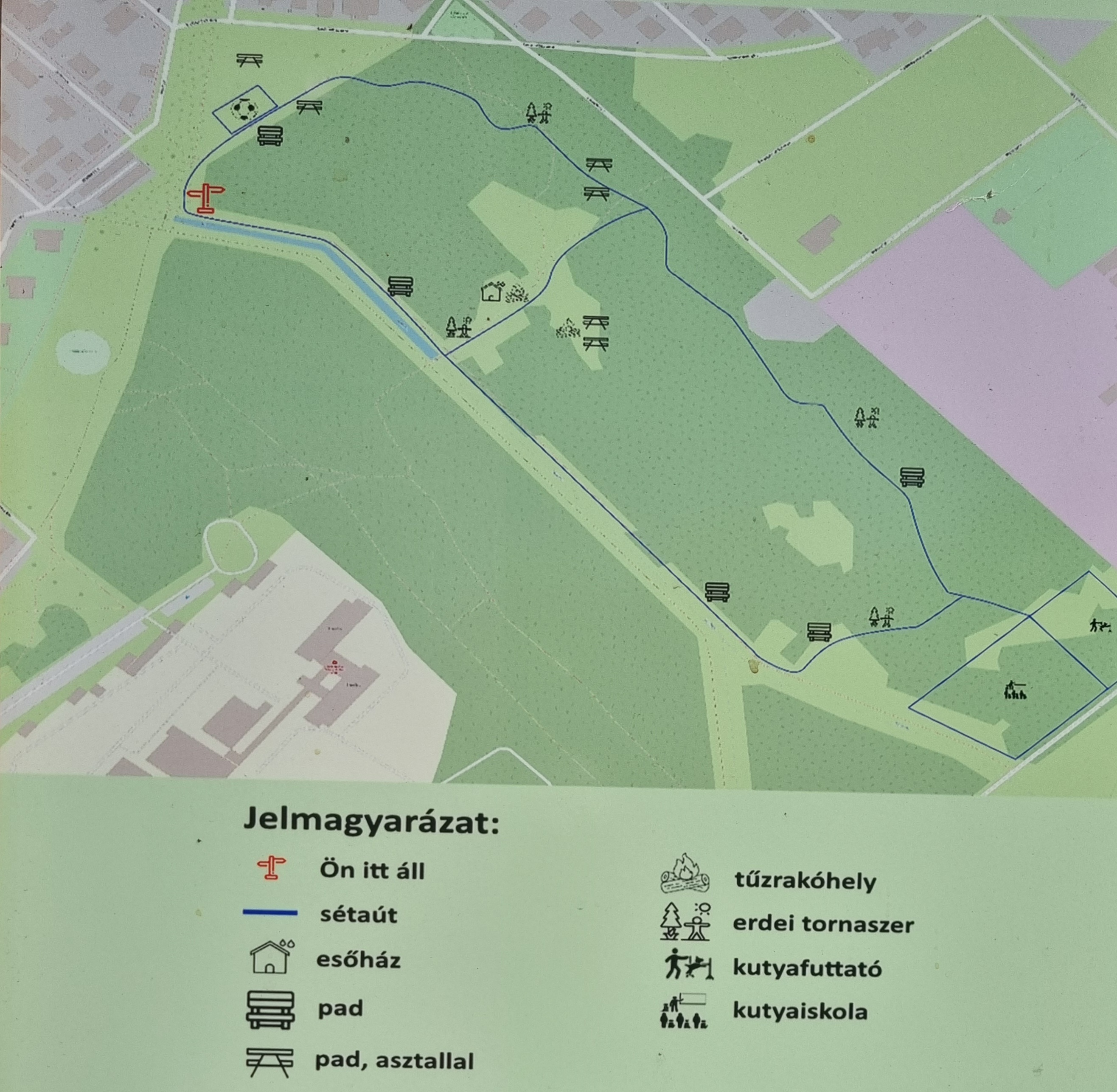
Az erdő térképe

A területen az 1950-es években szemétlerakodó működött, amelynek felszámolása után a tájat őshonos fafajok – magas kőris, csertölgy és kocsányos tölgy – telepítésével rekultiválták.

A vagyonkezelő – a Pilisi Parkerdő Zrt. Budapesti Erdészete – 2022-ben tervet készített a parkerdő fejlesztésére. Az önkormányzat 20 millió forintos támogatásával az erdőben 1400 méter hosszú sétakör készült el, melyet padok, tornaeszközök és a fafajokat ismertető táblák szegélyeznek. A három tisztáson kispályás labdarúgópálya, piknikhely, illetve kutyafuttató létesült.
A kiserdő természeti értékei miatt a kerületi önkormányzat már 2015-ben támogatta védettségét, ennek ellenére a terület még 2024-ben sem szerepelt a Főváros védett természeti területei jegyzékében.

## Természeti értékei

### Az itt található állatfajok
Pettyes gőte (Lissotriton vulgaris), dunai tarajosgőte (Triturus dobrogicus), kecskebéka (Pelophylax kl.esculentus), nagy tavibéka (Pelophylax ridibundus), kis tavibéka (Pelophylax lessonae), zöld levelibéka (Hyla arborea), barna ásóbéka (Pelobates fuscus), erdei béka (Rana dalmatina), vöröshasú unka (Bombina bombina).

### Az itt eddig látott hüllők

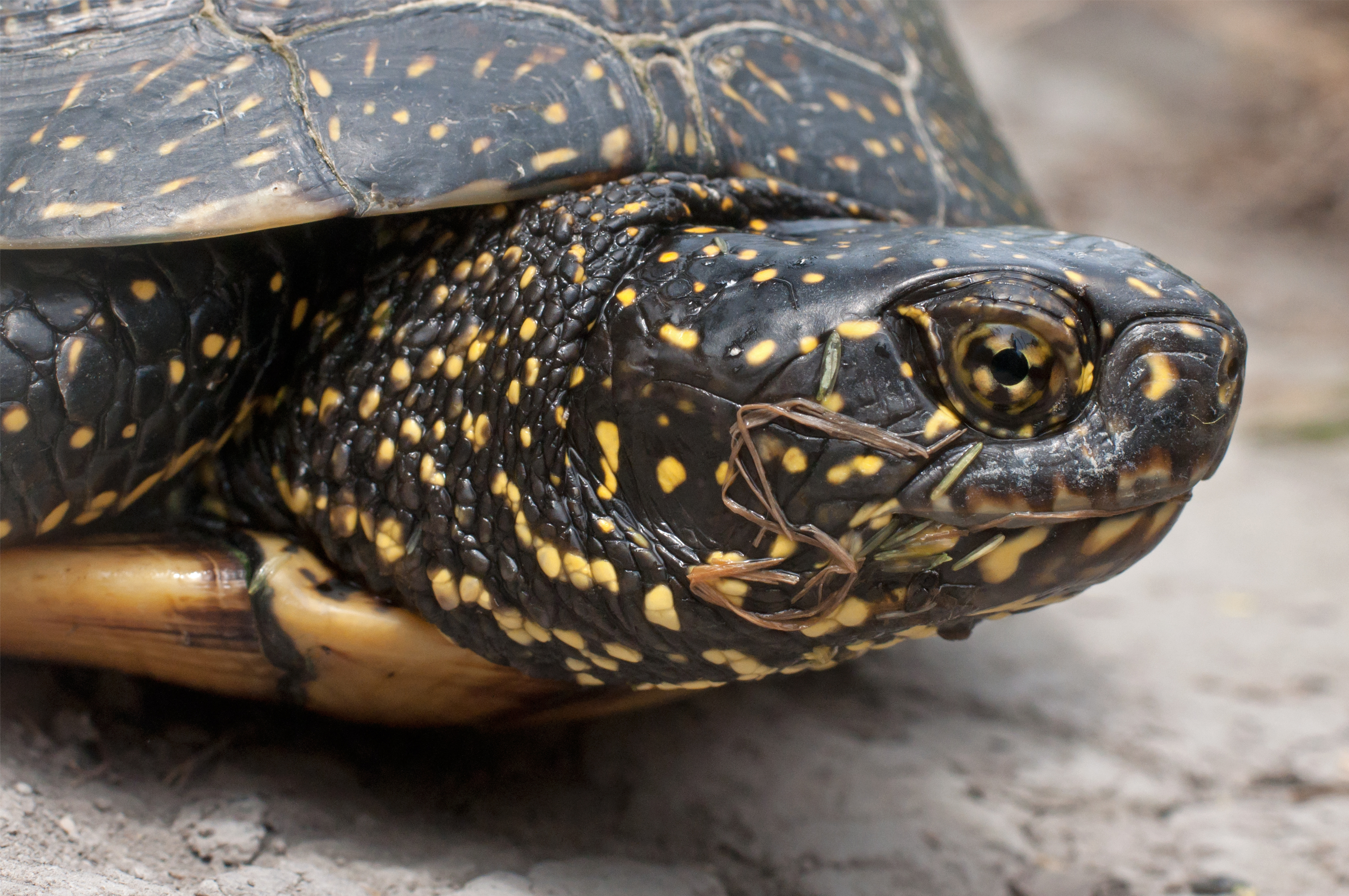
Mocsári teknős

Mocsári teknős (Emys orbicularis), vízisikló (Natrix natrix), kockás sikló (Natrix tessellata), zöld gyík (Lacerta viridis), fali gyík (Podarcis muralis), fürge gyík (Lacerta agilis).

### A területen élő, kiemelendő ízeltlábú fajok

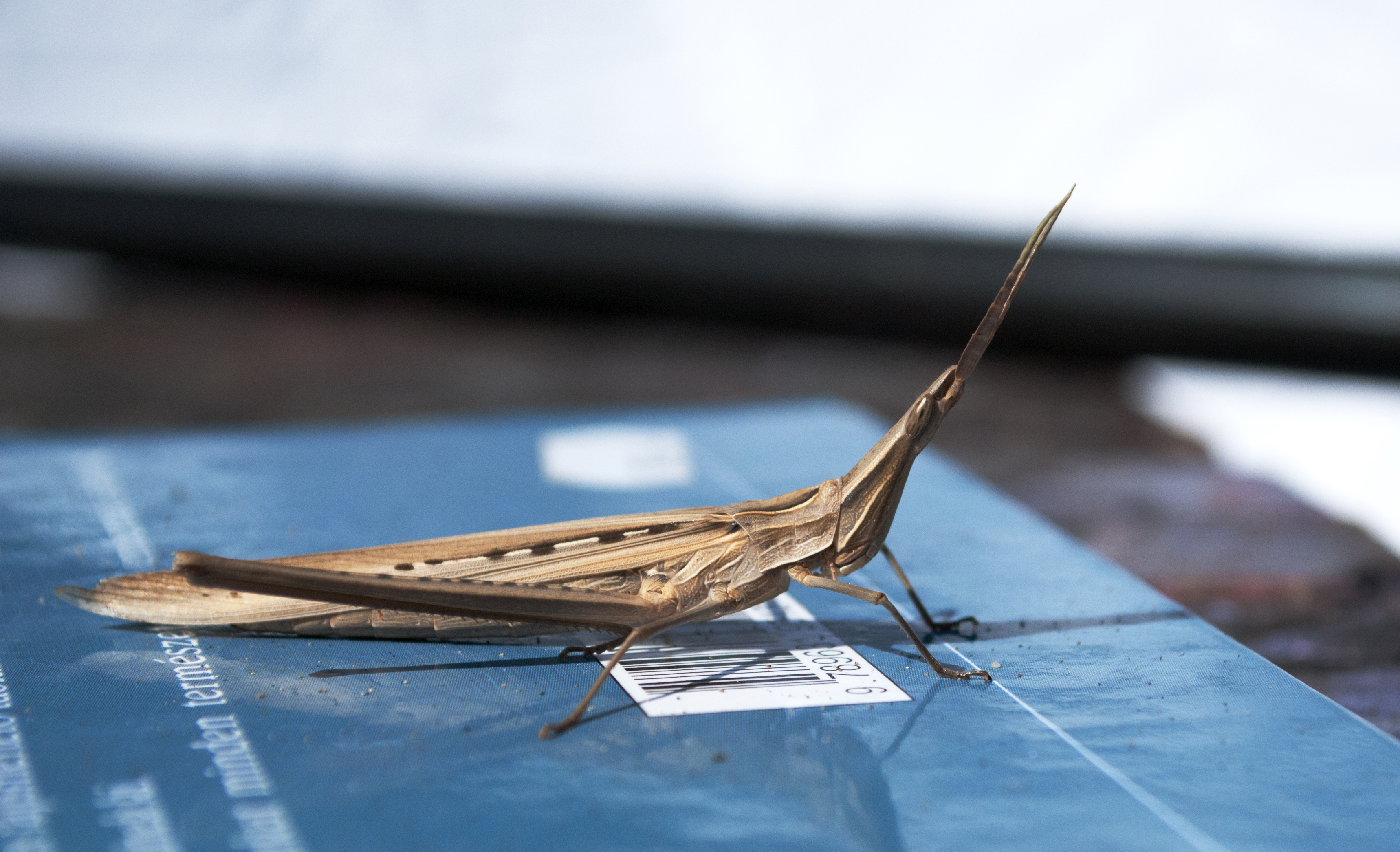
Sisakos sáska

Sisakos sáska (Acrida ungarica), laposhasú acsa (Libellula depressa), kéksávos légivadász (Enallagma cyathigerum), szép légivadász (Coenagrion puella), négyfoltos acsa (Libellula quadrimaculata), óriás szitakötő (Anax imperator), gyakori acsa (Aeshna affinis), erdei rabló, (Sympecma fusca), kis színjátszólepke (Apatura ilia), C-betűs lepke (Polygonia c-album), kardoslepke (Iphiclides podalirius), atalantalepke (Vanessa atalanta), nappali pávaszem (Aglais io), pókhálós lepke (Araschnia levana), barna busalepke (Thymelicus sylvestris), nagy ökörszemlepke (Maniola jurtina), erdei szemeslepke (Pararge aegeria), vörös szemeslepke (Lasiommata megera), szegélyes vidrapók (Dolomedes fimbriatus)

### Botanikai értékei

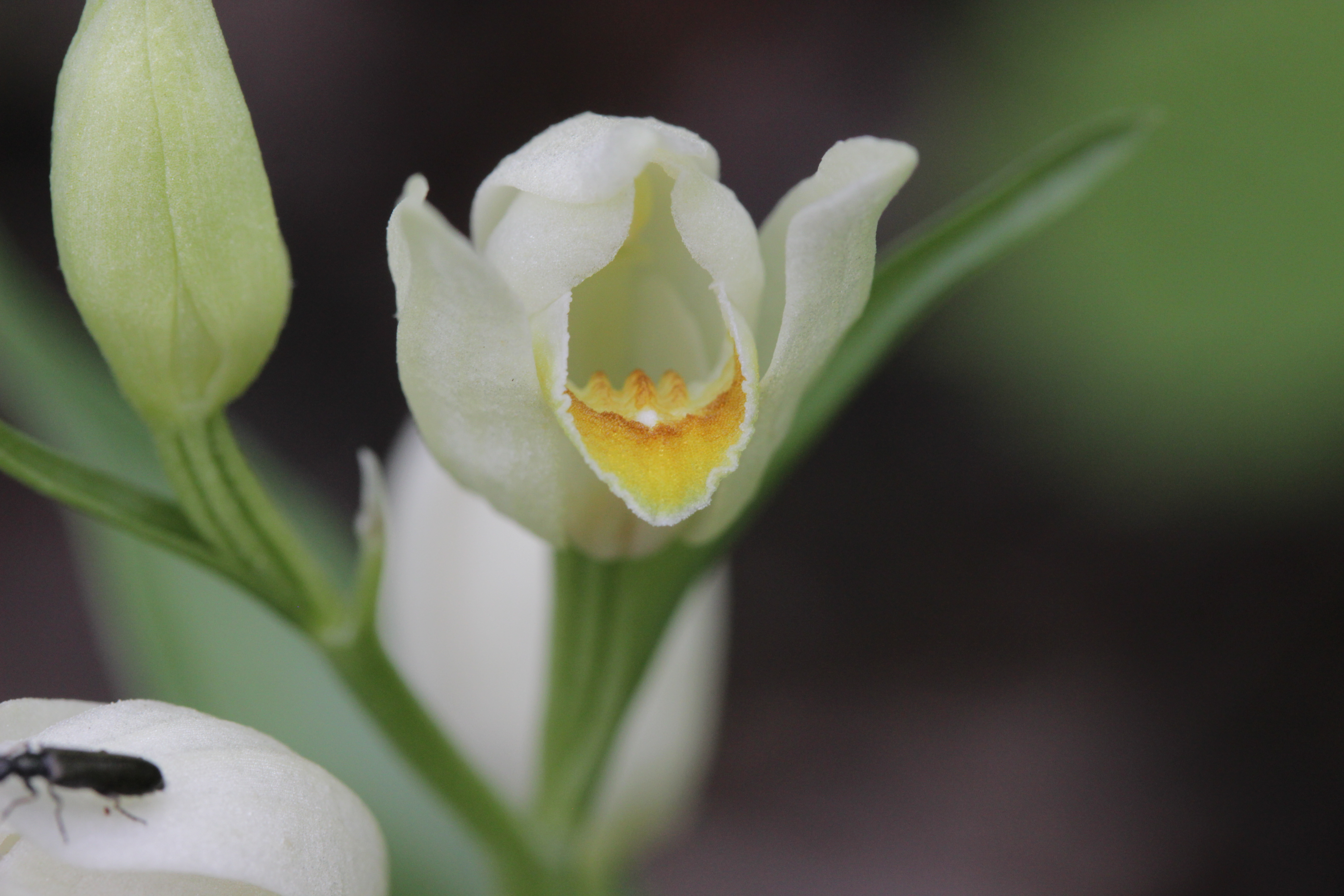
Fehér madársisak

Fehér madársisak (Cephalanthera damasonium), kislevelű nőszőfű (Epipactis microphylla)